# Carlo Caffarra
Carlo Caffarra (Samboseto di Busetto, 1 juni 1938 – Bologna, 6 september 2017) was een Italiaans geestelijke en kardinaal van de Rooms-Katholieke Kerk.
Na zijn studie theologie aan het seminarie van Fidenza werd Caffarra op 2 juli 1961 priester gewijd. Vervolgens promoveerde hij aan de Pontificia Università Gregoriana in het canoniek recht met een dissertatie over het beëindigen van echtverbintenissen. Aan de Pauselijke Academie Alfonsina specialiseerde hij zich daarnaast in de moraaltheologie. In 1974 benoemde paus Paulus VI hem tot lid van de Internationale Theologencommissie. In 1980 benoemde paus Johannes Paulus II hem tot referent voor huwelijks- en gezinsvraagstukken van de Bisschoppensynode en tot onderzoeksleider van het Pauselijk Instituut "Johannes Paulus II" voor studie naar huwelijk en gezin aan de Pauselijke Lateraanse Universiteit. Vanaf 1985 was hij daarnaast raadsman van de Congregatie voor de Geloofsleer.
Op 8 september 1995 werd Caffarra benoemd tot aartsbisschop van Ferrara-Comacchio; zijn bisschopswijding vond plaats op 21 oktober 1995. Op 16 december 2003 werd hij benoemd tot aartsbisschop van Bologna.
Caffarra werd tijdens het consistorie van 24 maart 2006 kardinaal gecreëerd. Hij kreeg de rang van kardinaal-priester. Zijn titelkerk werd de San Giovanni dei Fiorentini. Hij nam deel aan het conclaaf van 2013.
Op 27 oktober 2015 ging Caffarra met emeritaat. In Bologna werd hij opgevolgd door mgr. Matteo Zuppi.
Caffarra overleed plotseling op 79-jarige leeftijd.
- Biblioteca Nacional de España: XX4579521
- Bibliothèque nationale de France: cb140843512 (data)
- Gemeinsame Normdatei: 137514875
- International Standard Name Identifier: 0000 0001 1665 7216
- Library of Congress Control Number: n82004922
- Nationale Bibliotheek van Tsjechië: xx0250988
- Nationale Bibliotheek van Polen: a0000003243500
- Nederlandse Thesaurus van Auteursnamen: 119907534
- Istituto Centrale per il Catalogo Unico: RAVV030756
- Système universitaire de documentation: 124538681
- Virtual International Authority File: 69136117
- WorldCat: E39PBJdmmTqmpw9dMRFQ9G7CQq